# ألفريد كينسي
ألفريد تشارلز كينسي (بالإنجليزية: Alfred Charles Kinsey، ولد في 23 يونيو 1894 وتوفي في 25 أغسطس 1956) هو أحيائي أمريكي، وأستاذ علم الحشرات وعلم الحيوان، وعالم جنس، أسس معهد أبحاث الجنس في جامعة إنديانا بلومنغتون في عام 1947، والمعروف سابقًا باسم معهد كينسي للبحث في الجنس والنوع الاجتماعي والتكاثر. اشتهر كينسي من خلال كتابيه: السلوك الجنسي لدى ذَكَر الإنسان نُشر عام 1948، والسلوك الجنسي لدى أنثى الإنسان نُشر عام 1953 والمعروفين أيضًا باسم  تقارير كينسي، وكذلك سلم كينسي. أثارت أبحاث كينسي حول الجنسانية -والتي كانت الركيزة الأساسية لعلم الجنس فيما بعد- جدلًا في أربعينيات وخمسينيات القرن العشرين، واستمرت في إثارة الجدل بعد عقود من وفاته. كما أثرت كتاباته على القيم الاجتماعية والثقافية في الولايات المتحدة، وكذلك على الصعيد الدولي أيضًا.

## التعليم ومطلع حياته
وُلد ألفريد كينسي في الثالث والعشرين من يونيو عام 1894 في مدينة هوبوكين في مقاطعة هدسون في ولاية نيوجيرسي الأمريكية، وهو ابن سارة آن (لقبها قبل الزواج تشارلز) وألفريد سيغوين كينسي. كان الأكبر بين ثلاثة أطفال، تلقت والدته القليل من التعليم الرسمي، بينما كان والده أستاذًا جامعيًا في معهد ستيفنز للتقنية
كان والدا كينسي فقيرين طيلة أغلب طفولته، وكثيرًا ما عجزا عن تحمل تكاليف الرعاية الطبية المناسبة. وربما يكون ذلك ما أدّى إلى تلقي كينسي وهو شاب علاجًا غير ملائم لمجموعة متنوعة من الأمراض، منها كساح الأطفال وحمى الروماتزم وحمى التيفوئيد. تشير سجلات كينسي الصحية إلى أنه لم يحصل على قدر كافٍ من أشعة الشمس (وهو السبب في الإصابة بمرض كساح الأطفال في كثير من الأحيان، قبل أن يُقوى بالحليب وغيره من الأطعمة الأخرى الغنية بفيتامين دي) وعاش في ظروف غير صحية على الأقل لجزء من طفولته. أدى الكساح الذي أُصيب به إلى تقوس العمود الفقري لديه، ما أسفر عن حدوث انحدار طفيف تسبب في إعفاء كينسي من التجنيد الإجباري للحرب العالمية الأولى في عام 1917.
كان والدا كينسي مسيحيين متدينين. عُرف والده بأنه أحد أكثر أعضاء الكنيسة الميثودية المحلية تديُّنًا. كانت أغلب تفاعلات كينسي الاجتماعية مع أعضاء الكنيسة الآخرين -كمراقب في صمت في كثير من الأحيان- بينما كان والداه يتناقشان في الأمور الدينية. فرض والد كينسي قواعد صارمة على أسرته، بما في ذلك فرض يوم الأحد كيوم للصلاة وليس لفعل أي شيء آخر، والكثير من هذه الأمور.
انتقل كينسي بعمر العاشرة مع عائلته إلى بلدة قرية ساوث أورانج بولاية نيوجيرسي. أظهر اهتمامًا كبيرًا بالطبيعة والتخييم في عمر مبكر أيضًا. عمل في المخيمات مع جمعية الشبان المسيحيين المحلية طوال السنوات الأولى من عمره، وكان يستمتع بهذه الأنشطة لدرجة أنه كان ينوي العمل في هذه الجمعية بعد إكمال تعليمه. عكست هذه الرغبة أطروحة كينسي الجامعية الأولى في علم النفس، وهي أطروحة عن الديناميكيات الجماعية للفتيان الصغار. انضم إلى الكشافة الأمريكية عندما شُكلت مجموعتها بالقرب منه، وأيد والداه هذا الاقتراح بقوة (وانضما إليها هما أيضًا) فقد كانت الكشافة الأمريكية منظمة تستند إلى مبادئ مسيحية آنذاك. شق كينسي طريقه عبر صفوف الكشافة ليحصل على «نسر الكشافة» في عام 1913، ما جعله واحدًا من أوائل من حصلوا على رتبة النسر الكشفية. وعلى الرغم من المرض السابق الذي أضعف قلبه، أجرى كينسي سلسلة مكثفة من الجولات الاستكشافية الشاقة والرحلات التخييمية طيلة حياته المبكرة.
في المدرسة الثانوية، كان كينسي طالبًا هادئًا، لكن مجتهدًا، كرَّس طاقته أثناء دراسته بمدرسة كولومبيا الثانوية بنيوجيرسي للعمل الأكاديمي والعزف على البيانو. في وقت من الأوقات، كان كينسي يأمل بأن يصبح عازف بيانو في الحفلات الموسيقية، ولكنه بدلًا من ذلك قرر التركيز على مساعيه العلمية. يبدو أنه لم يكوّن علاقات اجتماعية قوية خلال دراسته الثانوية، ولكنه اكتسب تقديرًا نظرًا لإمكانياته الأكاديمية. أثناء دراسته هناك، أصبح كينسي مهتمًا بعلم الأحياء وعلم النبات وعلم الحيوان. يقول كينسي لاحقًا إن ناتالي رُوِث -معلمته في المدرسة الثانوية- كان لها التأثير الأكبر أهمية على قراره بأن يصبح عالمًا.
ناقش كينسي مع والده خططه لدراسة علم النبات في الجامعة. طلب منه والده أن يدرس الهندسة في معهد ستيفنز للتقنية بدلًا من ذلك. درس كينسي في معهد ستيفنز اللغة الإنجليزية والهندسة بالأساس، ولكنه لم يكن قادرًا على إشباع اهتمامه بعلم الأحياء. لم يكن كينسي ناجحًا هناك وأدرك أن الهندسة ليست المجال الذي سيبدع فيه. بعد مرور عامين في معهد ستيفنز للتقنية، استجمع كينسي الشجاعة لمواجهة والده بشأن اهتمامه بعلم الأحياء وعزمه على مواصلة الدراسة في كلية بودوين في برونزويك، بولاية مين، وهناك تخصص في علم الأحياء.

## البحوث الأولية في علم الحشرات
في خريف عام 1914، التحق كينسي بكلية بودوين، درس هناك علم الحشرات تحت إشراف مانتون كوبلاند، وقُبِل في أخوية منظمة زيتا بساي، التي قضى في مقرها معظم وقت دراسته بالكلية. في عام 1916 انتُخِب كينسي عضوًا في جمعية فاي بيتا كابا وتخرج بدرجة ماجنا كوم لاودي «إحدى درجات التكريم اللاتينية المشابهة لدرجة الامتياز مع مرتبة الشرف» في علم الأحياء وعلم النفس. لم يحضر ألفريد سيغوين كينسي حفل تخرج ابنه من كلية بودين، وربما كان ذلك علامة أخرى على عدم الموافقة على اختيار كينسي لمهنته ودراسته.
تابع كينسي دراساته العليا في معهد بوسي التابع لجامعة هارفارد، الذي يتمتع بواحد من أكثر برامج علم الأحياء شهرة في الولايات المتحدة. وهناك درس كينسي علم الأحياء التطبيقي تحت إشراف ويليام مورتن ويلر العالم الذي ساهم مساهمة بارزة في علم الحشرات. عمل كينسي تحت إشراف ويلر باستقلالية تامة، ما كان مناسبًا جدًا لهما هما الاثنين.
كانت أطروحة كنزي للدكتوراه الخاصة به عن الآبرات، إذ جمع بحماس عينات من هذا النوع. سافر إلى أماكن مختلفة على نطاق واسع وأخذ ستة وعشرين قياسًا مفصلًا لمئات الآلاف من الآبرات، وكانت منهجيته في حد ذاتها مساهمة هامة في التبحر في الحشرات كعلم. حصل كينسي على درجة الماجستير في عام 1919 من جامعة هارفارد. في عام 1920 نشر عدة أبحاث تحت إشراف المتحف الأمريكي للتاريخ الطبيعي في مدينة نيويورك، وهناك قدم الآبرات إلى المجتمع العلمي ووصف تطورها. ومن بين أكثر من ثمانية عشر مليون حشرة في مجموعة المتحف، كان هناك نحو 5 ملايين منها جمعها كينسي.
كتب كينسي كتابًا مدرسيًا مستعملًا على نطاق واسع في المدارس الثانوية بعنوان «مقدمة في علم الأحياء» نُشِر في أكتوبر 1926. أيد الكتاب التطور، ووحَّد -على المستوى الاستهلالي- مجالي علم الحيوان وعلم النبات اللذين كانا منفصلين في السابق. شارك كينسي في تأليف كتاب «النباتات البرية الصالحة للأكل: شمال شرق أمريكا الشمالية» نُشر في عام 1943، بالمشاركة مع مريت ليندن فرنالد. كُتبت مسودة الكتاب الأصلية منذ عام 1919 حتى عام 1920، حينما كان ألفريد كينسي لا يزال طالب دكتوراه في معهد بوسي، ومريت ليندن فرنالد كان يعمل في مشجر أرنولد التابع لجامعة هارفارد.

## وصلات خارجية
- ألفريد كينسي على موقع IMDb (الإنجليزية)
- ألفريد كينسي على موقع الموسوعة البريطانية (الإنجليزية)
- ألفريد كينسي على موقع مونزينجر (الألمانية)
- ألفريد كينسي على موقع إن إن دي بي (الإنجليزية)
- موقع معهد كينسي
- American Experience - Kinsey
- Dr. Judith Reisman's Institute for Media Education
- Obituary